# Книнська Країна

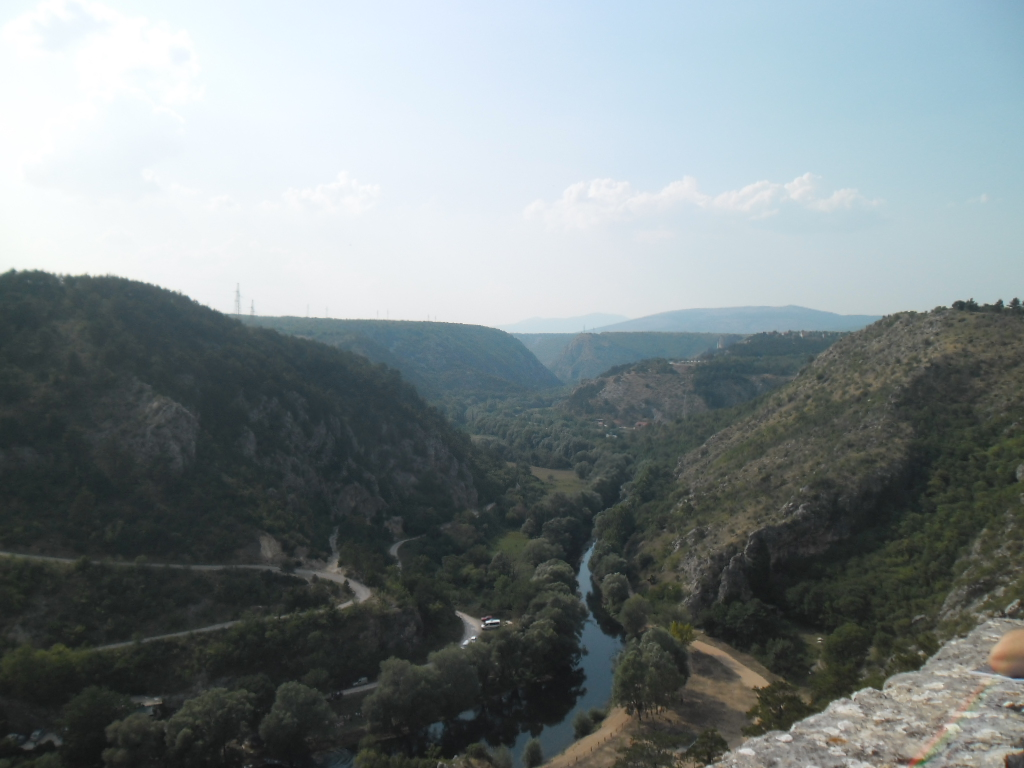
Краєвид Книнської Країни

Книнська Країна (хорв. Kninska krajina) — історико-географічна область у Хорватії, частина області Загора. Простягається навколо міста Книн, від якого і дістала назву.

## Історія
У VI столітті цю область населяли склавіни.

### Прихід хорватів
Хорватська держава спочатку зародилася в Далмації. Прибулі хорвати вже в VII ст. заселили цю територію, що засвідчують численні кам'яні пам'ятки. Резиденція великого хорватського короля Дмитара Звонимира була в Книні. Сам Книн уперше згадується візантійським імператором Костянтином Багрянородним як центр парафії під хорватською владою.

### Османське завоювання та визволення
У XV ст. як провісники османських завойовників в цій області з'являються православні «мартологи», застосовуючи тактику спаленої землі. Пізніше ці землі загарбали османи. Тоді багато православних сербів оселилися там, де первісно жили хорвати, яких не стало через еміграцію, втечі, переслідування, поневолення, загибель у війнах. Ці серби втекли від османів і отримали землі в обмін на військову службу в так званому Військовому порубіжжі (хорватсько-османська буферна зона). Так тривало до Пожаревацького миру 1718 р., коли ця місцевість дісталася венеційцям. 1797 р. область відійшла до Габсбурзької монархії, у межах якої була тоді Хорватія. 1805 р. край потрапив під владу французів, які на чолі з Наполеоном у битві при Аустерліці розгромили австрійську армію. Вже 1813 р. ці землі знову належали Австрії.

### Новітня історія
Починаючи з 1918, після розпаду Австро-Угорщини, Книнська область разом з іншими частинами Хорватії увійшла до Королівства Сербів, Хорватів і Словенців (майбутнього Королівства Югославія). У ній серби мали перевагу, саме тому вони вперше тоді спробували досягти великосербських цілей. Заселення краю сербами заохочувалося на рівні держави.
Після Другої світової війни територія опинилася в Народній Республіці Хорватія, що була в складі Федеративної Народної Республіки Югославії.
На початку 1990-х, в часи становлення сучасної хорватської держави, на території Книнської Країни збунтувалося місцеве сербське населення. Повстання було фактично інспіровано Белградом, який хотів приєднати значну частину території Хорватії до Сербії. Сербські повстанці використали термін «Книнська Країна» в назві одного зі своїх утворень. Було також переписано історичні факти з тим, щоб обернути історію на користь сербів. Після кількох років перебування Книнської Країни під правлінням сербських заколотників її в серпні 1995 р., в ході операції «Буря», визволили хорватські війська, після чого вона знову стала конституційною складовою вільної Хорватії.